# Josip Kozarac
Josip Kozarac (18. marta 1858. u Vinkovcima — 21. avgusta 1906. u Koprivnici) je bio hrvatski prozaista - novelista, romanopisac, pesnik, pisac pripovedki i polemičar, diplomirani inženjer šumarstva, jedan od najpoznatijih hrvatskih šumara.

## Biografija
Bio je jedan od važnijih hrvatskih prozaista, novelista, polemičara, pesnika, ujedno i diplomirani inženjer šumarstva i najpoznatiji hrvatski šumar. Osnovnu školu učio je u Vinkovcima. Gimnaziju koju je pohađao završio je sa puno muke, ali se sve promenilo kada je upisao fakultet šumarstva u Beču. Diplomirao je 1879 godine na Visokoj školi za kulturu tla kao najbolji student na svojoj godini. Pre fakulteta živeo je dosta slobodan i neobuzdan život. Puno vremena je provodio u prirodi, jednostavno posmatrajući život koji se odvijao oko njega.
Svoje je spisateljske sposobnosti razvio pišući poezije, a kasnije je svoj talenat pronašao u pisanju proze (pripovetke i romani). Nakon očeve smrti, Kozarac je ostao da živi sa svojom majkom. Kao jedan od boljih šumarskih stručnjaka radio je na mnogim mestima: Vinkovci, Vrbanja, Nijemci, Županja, Nova Gradiška, Lipovljani i mnogim drugim.
Od 1896 do 1898. godine bio je jedan od urednika, tada poznatog «Šumarskog lista». Pisao je brojne članke, ali su svi bili vezani za njegov posao. Dok je bio u svojoj struci, najvažnije što je uradio bilo je službovanje u Lipovljanima od 1885 do 1895 godine, tada je posekao i pomladio na hiljade hektara šuma hrasta lužnjaka koje danas, njemu u pomen nose upravo njegovo ime. Bio je poznat i po raspravama vezanih za šume, koje su bile poznate čak i mnogim stručnjacima iz Zapadne Evrope i Rusije. Nakon što je ispunio sva očekivanja u svom poslu i time doprineo razvoju hrvatskog šumarstva, Kozarac se povukao i više posvetio razvijanju svojih drugih talenata i spisateljskom životu što je pokazao i mnogim svojim delima koja su i danas rado čitana. Umro je 21. avgusta 1906. u Koprivnici.

## Književna dela
Smatran je piscem jako oštrih zapažanja i jednostavnih, ali, često i prodornih, dubokoumnih misli. Nastavio je Reljkovićevim putem, a zbog njegovih doprinosa postoje mnoge tačne informacije o životu seljaka u to vreme. Kozarac je pisao realna i racionalna dela koja su se u većini slučajeva bazirala na stvarnim dešavanjima i opisivala slavonsku sredinu i kvalitete tog života. Često je prema sebi bio samokritičan, i za njega su najviše govorili da je pesnik prirode jer je od svih bio najviše vezan za nju. To se najviše zameećivalo kroz detaljne opise pejzaža u njegovim delima, gde ju je opisivao onako kako ju je doživljavao kao šumar i kao dete kada je većinu svoga vremena provodio u prirodi.
Osim pejzaža, u brojnim delima opisuje i probleme koji muče seosko stanovništvo i njihove poglede na život i okolinu. Po tome je Kozarac ostao upamćen kao jedan od najiskrenijih hrvatskih pisaca jer je stvarnost prikazivao onakvu kakva ona zaista jest te je zbog toga iznosio sve probleme i predlagao njihova rješenja.
Uređivao je Šumarski list (1896–98). U časopisu je objavljivao svoje stručne radove.

## Najvažnija izdana dela
- «Zmija»
- «Priče djeda Nike»
- «Moj djed»
- «Biser-Kata»
- «Slavonska šuma», Vijenac, Zagreb, 1888
- «Mrtvi kapitali», Vijenac, Zagreb, 1889
- «Među svjetlom i tminom», Matica hrvatska, Zagreb, 1891
- «Tena», Dom i svijet, Zagreb, 1894
- «Mira Kodolićeva», Prosvjeta, Zagreb, 1895
- «Oprava», Prosvjeta, Zagreb, 1899

## Spoljašnje veze
„Kozarac, Josip”. Hrvatska enciklopedija. Leksikografski zavod Miroslav Krleža. Приступљено 28. 2. 2017.